# Томо Тушиянов
Томо (Тома) Тушиянов (Тушиянев, Тушеянев, Туши Яновъ) е български предприемач и революционер, деец на Вътрешната македоно-одринска революционна организация.

## Биография
Томо Тушиянов е роден в 1875 година в Енидже Вардар (Па̀зар), тогава в Османската империя, днес Яница в Гърция, в големия род Тушиянови и вероятно е родственик на участника в гръцката община Тане Тушиянов. През Първата световна война роднините му Диониш и Михаил Тушиянови са изпратени на заточение в Марсилия.
Занимава се с търговия, образован е и към 1906/1907 година е женен за Мария и имат дъщеря Катерина. Присъединява се към ВМОРО. Ениджевардарският революционен комитет е съставен от Хариш Божков, Томо Тушиянов, Миле Попхристов, Георги Харизанов, Георги Попхристов, Димитър Карабашев и Петър Хаджириндов (заместен след разкритието му от Михаил Каяфов).
През Балканската война се включва в Македоно-одринското опълчение. Влиза в четата на Лазар Делев и сетне в Сборната партизанска рота на МОО. Участва във войните за национално обединение е убит като фелдфебел от българската армия.